# Xã Rio, Quận Knox, Illinois
Xã Rio (tiếng Anh: Rio Township) là một xã thuộc quận Knox, tiểu bang Illinois, Hoa Kỳ. Năm 2010, dân số của xã này là 518 người.